# Гай Лукреций Гал
Гай Лукреций Гал (на латински: Gaius Lucretius Gallus) е политик на Римската република през 2 век пр.н.е. Произлиза от патриции фамилията Лукреции.
През 181 пр.н.е. той е дуумвир (Duoviri navales), отговарящ за обнарудването и ръководенето на флотата. През 171 пр.н.е. той е претор. През 170 пр.н.е. е съден от народните трибуни Марк Ювенций Тална и Гней Ауфидий да плати парична сума, заради грешки в Гърция през войната с цар Персей.